# Pedro Furtado
Pedro Anjos Furtado (Porto Alegre, 27 de março de 1984) é um roteirista, ator e diretor brasileiro. É mais famoso por interpretar o personagem Fred de Mulheres Apaixonadas em 2003. É filho do diretor, produtor e roteirista Jorge Furtado e da professora e Terapeuta Ocupacional Eliana Anjos.

## Carreira
Iniciou sua carreira aos 17 anos como ator, no filme Houve uma Vez Dois Verões, lançado em 2002. Este trabalho lhe rendeu, no ano seguinte (2003), um convite para atuar na novela Mulheres Apaixonadas. No mesmo ano, foi indicado ao Prêmio Arte Qualidade Brasil como Melhor Ator Revelação, por seu desempenho na novela interpretando o estudante Fred, aluno da Escola ERA, que se apaixona pela professora de educação física Raquel, protagonizada pela atriz Helena Ranaldi, Fred também desperta interesse amoroso da colega de classe Marcinha(Pitty Webo) que não é correspondido,e que contém Marcinha como uma amiga na trama.
Em seguida, aos 19 anos, começou o curso de Filosofia na Pontifícia Universidade Católica do Rio Grande do Sul (PUC-RS), concluído em 2008. Durante a faculdade, iniciou a carreira de roteirista. Escreveu para as séries de televisão Antônia, uma parceria da O2 Filmes com a Rede Globo (na qual também atuou) e Um Pé de Quê?, do Canal Futura.
Em 2007, foi convidado para participar da minissérie Amazônia, de Galvez a Chico Mendes, na Rede Globo.
Assinou, em 2010, os roteiros da primeira série de comédia da HBO Brasil, Mulher de Fases, indicada ao prêmio de melhor série de comédia no Festival de Televisão de Monte Carlo, em Mônaco.
De volta ao Rio de Janeiro, em 2011, estreou a peça de teatro "Turbilhão", de Domingos de Oliveira. Em 2012, a peça rendeu uma adaptação para a televisão, Jogos da Paixão, minissérie exibida no Canal Brasil, e uma adaptação para o cinema, Paixão e Acaso, longa-metragem exibido na Mostra Internacional de Cinema de São Paulo.
Em São Paulo, desde 2012, a convite de Fernando Meirelles, iniciou na O2 Filmes o desenvolvimento de projetos para TV e cinema. Em 2013, finalizou o roteiro do longa-metragem Boa Sorte, dirigido por Carolina Jabor, para a Conspiração Filmes, vencedor do prêmio de melhor roteiro do Grande Prêmio do Cinema Brasileiro.

## Roteirista
| Ano  | Título                        | Produtora                               |        |
| 2013 | Boa Sorte                     | Conspiração Filmes                      | Cinema |
| 2013 | Trabalho Duro                 | O2 Filmes / Discovery Channel           | TV     |
| 2011 | Um Pé de Quê?                 | Pindorama Filmes / Canal Futura         | TV     |
| 2010 | Mulher de Fases               | HBO                                     | TV     |
| 2010 | Um Pé de Quê?                 | Pindorama Filmes / Canal Futura         | TV     |
| 2009 | Um Pé de Quê?                 | Pindorama Filmes / Canal Futura         | TV     |
| 2009 | Fantasias de Uma Dona de Casa | Casa de Cinema de Porto Alegre / RBS TV | TV     |
| 2008 | Um Pé de Quê?                 | Pindorama Filmes / Canal Futura         | TV     |
| 2007 | Antônia                       | O2 Filmes / Rede Globo                  | TV     |
| 2007 | Coisas Para Saber             | O2 Filmes / TV IG                       | TV     |

## Ator
| Ano  | Título                             | Personagem                 | Produtora                                   |        |
| 2013 | Paixão e Acaso                     | Fábio                      | Forte Filmes                                | Cinema |
| 2012 | Jogos da Paixão                    | Fábio                      | Teatro Ilustre / Canal Brasil               | TV     |
| 2011 | Turbilhão                          | Fábio                      | Teatro Ilustre                              | Teatro |
| 2010 | Mulher de Fases                    | Wander                     | Casa de Cinema de Porto Alegre / HBO Brasil | TV     |
| 2007 | Amazônia, de Galvez a Chico Mendes | Carlinhos                  | Rede Globo                                  | TV     |
| 2007 | Antônia (série)                    | Namorado                   | O2 Filmes / Rede Globo                      | TV     |
| 2007 | Rummikub                           | Filho gaúcho               | Casa de Cinema de Porto Alegre              | Cinema |
| 2003 | Mulheres Apaixonadas               | Frederico Domingues (Fred) | Rede Globo                                  | TV     |
| 2001 | Houve uma Vez Dois Verões          | Juca                       | Casa de Cinema de Porto Alegre              | Cinema |